# Malcolm Hill

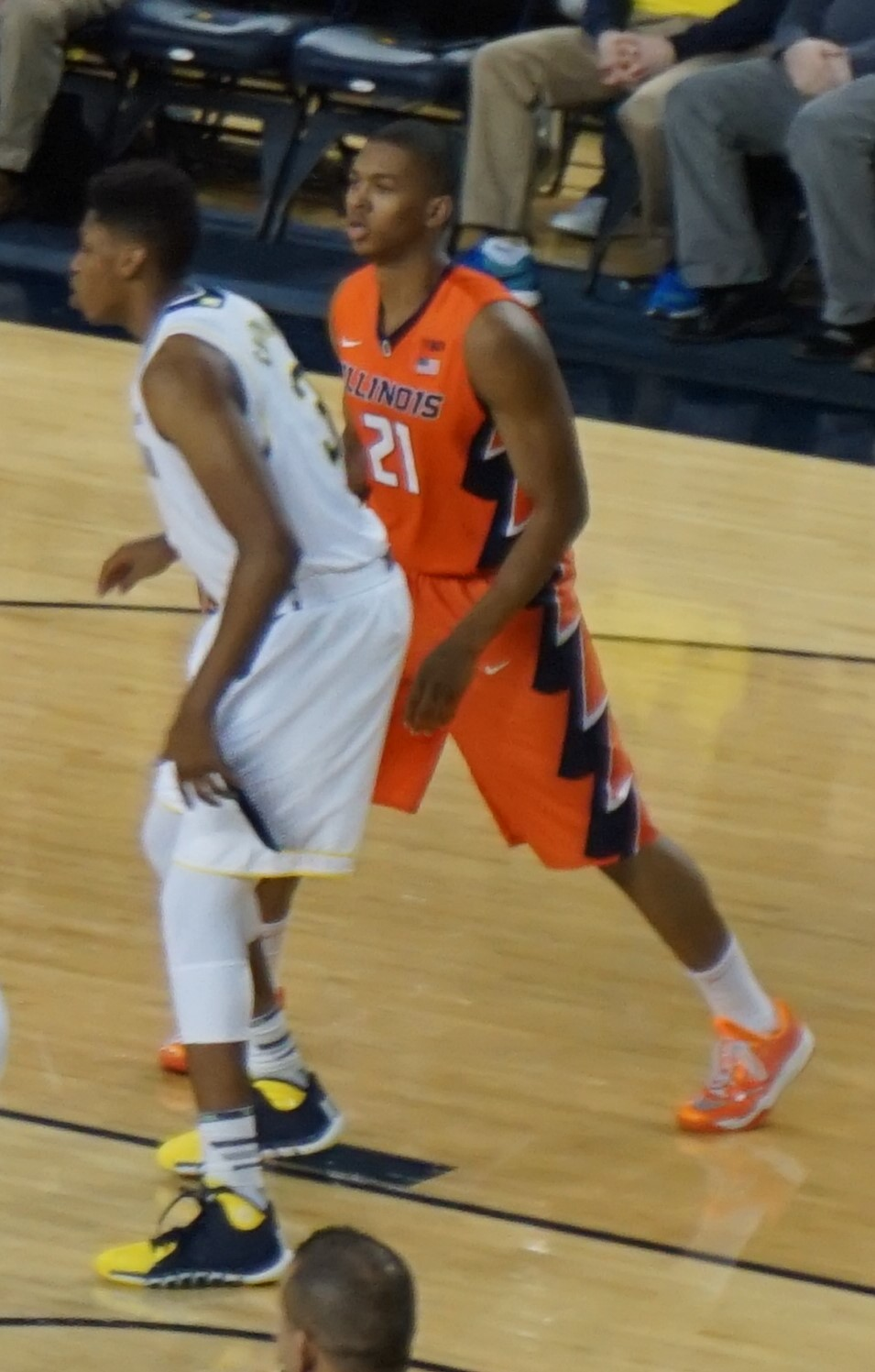
Malcolm Hill (till höger), 2014.

Malcolm Hill, född 26 oktober 1995 i Saint Louis i Missouri, är en amerikansk professionell basketspelare (SF) som spelar för New Orleans Pelicans i National Basketball Association (NBA). Han har tidigare spelat för Atlanta Hawks och Chicago Bulls.
Hill har också spelat som proffs i Filippinerna, Israel, Kazakstan och Tyskland.
Han blev aldrig NBA-draftad.
Innan Hill blev proffs studerade han vid University of Illinois at Urbana-Champaign och spelade för deras idrottsförening Illinois Fighting Illini.